# Васич, Сергей Викторович
Серге́й Ви́кторович Ва́сич (укр. Сергій Вікторович Васіч,; 30 апреля 1971, Батуми — 8 марта 2022, Макаров) — украинский военнослужащий, старший сержант, участник российско-украинской войны. Герой Украины (12 марта 2022, посмертно).

## Биография
Сергей Васич родился в семье военных 30 апреля 1971 года в Батуми. Вместе с родителями ездил по миру по военным гарнизонам, поэтому армия для него была родительским домом. Отец — офицер, служивший в танковых войсках. Сергей с детства любил военную технику, особенно танки. В 12-летнем возрасте его отец посадил за руль автомобиля ГАЗ-66. Научился на нём ездить по эстакаде взад-вперед. Это помогло лучше овладеть танком.
В средней школе Сергей Васич учился хорошо, впоследствии получил техническое образование. Был всесторонне развитым человеком, всегда много читал и постоянно усовершенствовал свои знания. Переехав в Грицев, работал в Грицевском отделении связи.
Проходил службу в Вооружённых силах Украины с 2015 года. С 2018 года — был командиром танка в танковом батальоне 14-й отдельной механизированной бригады имени князя Романа Великого. Оборонял Киевскую области от российских войск.
8 марта 2022 года три танковых экипажа 14-й отдельной механизированной бригады участвовали в бою за освобождение посёлка Макаров Киевской области. По данным Министерства обороны Украины, танк под командованием Сергея Васича с первого выстрела подбил главную машину наступающих. Экипаж в составе командира старшего сержанта Сергей Васича, солдата Олега Свинчука и старшего солдата Виталия Пархомука погиб в этом бою.
Похоронен в посёлке Грицев в Хмельницкой области, где он проживал.

## Награды
- Звание «Герой Украины» с удостоением ордена «Золотая Звезда» (12 марта 2022, посмертно) — за личное мужество и героизм, проявленные в защите государственного суверенитета и территориальной целостности Украины, верность военной присяге[3].
- Нагрудный знак генерального штаба Главнокомандующего вооруженными силами Украины за возцерковность в военной службе 3 степени.
- Нагрудный знак участника АТО.
- Награда Президента Украины за участие АТО.